# Cenostigma
Cenostigma là một chi thực vật có hoa trong họ Đậu.